# Castell de Santa Maria
El castell de Santa Maria és el castell que dona nom a l'entitat de població El Castell de Santa Maria, situat al terme municipal de Sant Guim de Freixenet (Segarra). És un castell declarat bé cultural d'interès nacional.

## Descripció
L'edifici està situat a un extrem del nucli urbà, a la part alta. De la primitiva construcció ens resten una part de la torre cilíndrica integrada a l'estructures de les cases que la volten, i presenta un estat de ruïna. Les restes que es conserven corresponen a la part nord de la torre, d'estructura cilíndrica i presenta un parament exterior de carreus irregulars disposat en fileres.

## Història
Hi ha molt poques referències documentals de l'origen i formació del castell, però les seves restes sembla que corresponen al moment de reorganització del territori que envoltava Cervera a mitjan segle xi, quan aquest indret formà part de la marca del comtat d'Osona. En el segle xiv, Guerau d'Oluges era el senyor d'aquest terme, de l'Oluja de Sobirana, Montpalau, La Rabassa i de Gàver. El llinatge dels Oluja va tenir la seva tinença durant segles. Al segle xix i fins a la Desamortització, el castell fou propietat de Josep de Vega i de Sentmenat.